# Piero Marini
Piero Marini (Valverde, Itàlia, 13 de gener de 1942) és un arquebisbe de la Cúria Romana.

## Biografia

### Sacerdot
Va néixer a Valverde, província de Pavia. Va ser ordenat sacerdot per la diòcesi de Roma el 1965, col·laborant amb la Congregació pel Culte Diví i la Disciplina dels Sagraments com a secretari d'Annibale Bugnini, encarregat de la reforma litúrgica de 1970 sorgida com a conseqüència del Concili Vaticà II.
El 24 de febrer de 1987, el Papa Sant Joan Pau II li nomena Mestre de les Celebracions Litúrgiques Pontifícies. Des de llavors, ha promogut la renovació de l'Ufficio, aconseguint autonomia jurídica a l'interior de la Cúria Romana.

### Episcopat
El 19 de març de 1998, monsenyor Marini va ser ordenat Bisbe de Martirano. El 20 de setembre de 2003, en ocasió del XXV aniversari del Pontificat, el Sant Pare Joan Pau II va elevar-lo a la dignitat Arquebisbal.

## Mestre de Celebracions Litúrgiques Pontifícies

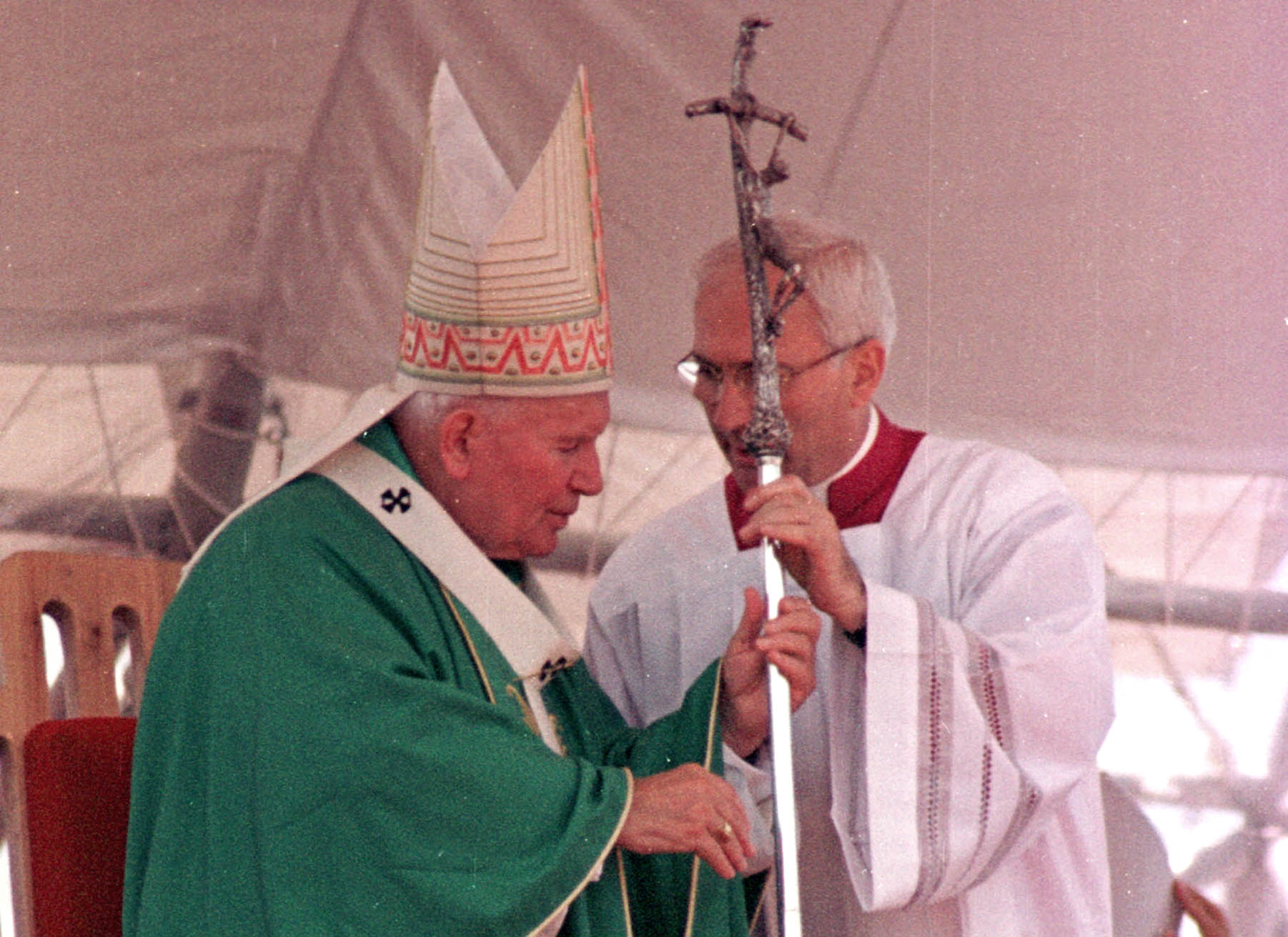
Piero Marini juntament amb el Papa Joan Pau II

Durant el pontificat de Joan Pau II, va ser nomenat Mestre de les Celebracions Litúrgiques Pontifícies (1987), càrrec que consisteix en la preparació i supervisió de les cerimònies celebrades pel Papa, càrrec en el qual va continuar amb Benet XVI. En l'exercici de les seves funcions va prendre eleccions certament rupturistes.
L'1 d'octubre de 2007 va ser substituït en el càrrec de Mestre de Cerimònies per Guido Marini, deixant el lloc, de manera efectiva, el 21 d'octubre. L'1 d'octubre, en una carta de comiat i agraïment difosa en anglès per la Santa Seu, una cosa inusual en la Cúria, Marini es defensava invocant la confiança rebuda per part dels dos Papes als quals va servir. Agraïa especialment a Joan Pau II que va saber concedir-li la seva confiança, «encara que no era un expert litúrgic en el sentit tècnic del terme»; i a Benet XVI, a qui reconeixia com «a un professor i a un expert en litúrgia» i que havia acceptat de bon grat les propostes presentades per la cerimònia inaugural del seu pontificat. Es declarava també «confortat per la nova càrrega» que se li confiava.
És autor de diversos llibres sobre el tema, com a Litúrgia e Bellezza. Nobilis Pulchritudo, publicat en 2005.

### Actualitat
L'1 d'octubre de 2007 va ser nomenat President del Comitè Pontifici per als Congressos Eucarístics Internacionals ad quinquennium pel papa Benet XVI, sent confirmat en el càrrec el 27 de novembre de 2012 usque ad septuagesimum quintum annum aetatis eius i el 24 de maig de 2018 fins a la celebració del 52è Congrés Eucarístic Internacional.
L'1 de setembre de 2015 va ser nomenat President de la Comissió especial de litúrgia de la Congregació per a les Esglésies Orientals. El 6 de setembre de 2016 va ser nomenat membre de la Congregació pel Culte Diví i la Disciplina dels Sagraments i, el 2017, canonge de la Basílica de Santa Maria Major. El 15 de maig de 2019 va ser confirmat com a membre de la Congregació per a les Esglésies Orientals usque ad octogesimum annum.
El 13 de setembre de 2021 va cessar en el càrrec de President del Comitè Pontifici per als Congressos Eucarístics Internacionals. El 2022 va cessar com a membre de la Congregació per al Culte Diví i la Disciplina dels Sagraments.

## Controvèrsies
Les accions i fruits del seu càrrec han estat molt criticats, especialment pels sectors catòlics més tradicionals, acusant-lo de banalitzar i portar les litúrgies papals més prop d'espectacles que de veritables misses catòliques. El canvi ha estat profund, especialment a través de la promulgació del motu proprio Summorum Pontificum: s'ha canviat des de la mateixa Creu, la càtedra, les vestidures o la decoració de l'altar en les misses papals.